# Трубайчук, Людмила Владимировна
Людмила Владимировна Трубайчук (5 марта 1949, д. Малково, Чебаркульский район, Челябинская область, РСФСР — 26 октября 2015, Челябинск, Российская Федерация) — советский и российский педагог, специалист в области развития одарённости детей дошкольного возраста и изучения феномена детства, заслуженный работник высшей школы Российской Федерации.

## Биография
В 1971 г. окончила филологический факультет Челябинского государственного педагогического института по специальности «учитель русского языка и литературы».
- 1972—1973 гг. — учитель русского языка и литературы школы № 85 Челябинска,
- 1974—1986 гг. — декан факультета общественных профессий ЧГПИ,
- 1986—1991 гг. — преподаватель русского языка и методики преподавания русского языка в Челябинском педагогическом училище № 3.

С 1991 г. — преподаватель, с 1996 г. — доцент, с 2001 г. — профессор кафедры русского языка, литературы и методики преподавания русского языка и литературы факультета подготовки учителей начальных классов ЧГПУ.
С 1996 г. — руководитель Центра развивающего обучения (инновационных педагогических технологий) при ЧГПУ. Автор свыше 170 публикаций, в числе которых монографии, учебники, учебно-методические пособия, статьи.
С 2005 г. — заведующая кафедрой педагогики и психологии детства Челябинского государственного педагогического университета.
В 1996 году защитила кандидатскую диссертацию на тему «Интеграция знаний как способ оптимизации начального образования», в 2000 г. докторскую — «Теоретические основы развития и становления личности младшего школьника в образовательном процессе».
В 2006 году инициировала открытие в ЧГПУ аспирантуры по специальности 13.00.02 — теория и методика обучения и воспитания (дошкольное образование), а в 2008 году диссертационного совета Д 212.295.04 по защите докторских и кандидатских диссертаций по специальностям 13.00.02 — теория и методика обучения и воспитания (дошкольное образование) и 13.00.02 — теория и методика обучения и воспитания (русский язык, уровень начального образования).
Основная область научных интересов — современное дошкольное и начальное образование.

## Награды и звания
- Отличник народного просвещения (1995)
- Заслуженный работник высшей школы Российской Федерации (2002)
- Медаль К. Д. Ушинского (2012)